# Trai Turner
Trai Denzell Turner (New Orleans, 14 giugno 1993) è un giocatore di football americano statunitense che milita nel ruolo di offensive guard per i New Orleans Saints della National Football League (NFL). Fu scelto nel corso del terzo giro (92º assoluto) del Draft NFL 2014. Al college ha giocato a football all'Università della Louisiana

## Carriera

### Carolina Panthers
Turner fu scelto dai Carolina Panthers nel corso del terzo giro del Draft 2014. Debuttò come professionista subentrando nella vittoria della settimana 1 contro i Tampa Bay Buccaneers. La sua prima stagione si chiuse con 13 presenze, di cui 9 come titolare. L'anno successivo fu convocato per il primo Pro Bowl in carriera. Il 7 febbraio 2016 partì come titolare nel Super Bowl 50, dove i Panthers furono sconfitti per 24-10 dai Denver Broncos. Fu selezionato anche in tutti i quattro anni successivi

### Los Angeles Chargers
Il 4 marzo 2020 Turner fu scambiato con i Los Angeles Chargers per l'offensive tackle Russell Okung. Fu svincolato il 12 marzo 2021 dopo avere giocato nove gare come guardia destra titolare.

### Pittsburgh Steelers
Il 25 giugno 2021 Turner firmò con i Pittsburgh Steelers un contratto annuale del valore di 3 milioni di dollari.

### Washington Commanders
Il 3 maggio 2022 Turner firmò un contratto di un anno con i Washington Commanders.

### New Orleans Saints
Il 25 luglio 2023 Turner firmò un contratto di un anno con i New Orleans Saints. Il 31 luglio fu inserito in lista infortunati per un problema a un quadricipite.

## Palmarès

### Franchigia
- National Football Conference Championship: 1

Carolina Panthers: 2015

### Individuale
- Convocazioni al Pro Bowl: 5

2015, 2016, 2017, 2018, 2019